# Milorad Čavić
Milorad Čavić, srbski plavalec, * 31. maj 1984, Anaheim Kalifornija.
Čavić je ob zmagi na podelitvi medalj (1. mesto na 50 m dellfin; čas 23,11, evropski rekord) na EP v plavanju v Eindhovenu spomladi 2008  nosil majico »Kosovo je Srbija«.
Na Olimpijskih igrah v Pekingu je za stotinko zaostal za Plehpsom, srbska zveza  se je tudi pritožila.